# Pálffy Albert
Pálffy Albert (született: Pálfi Albert) (Gyula, 1820. április 20. – Budapest, 1897. december 22.) ügyvéd, lapszerkesztő, író, politikus, 1884-től az MTA tagja. Nevét több formában találhatjuk meg, szerepelhet még Pálfiként vagy Pálffiként is.

## Élete
Sokgyermekes nemescsalád sarjaként született, apja Pálfi Ferenc nagyváradi sótisztviselő, anyja Nyéki Julianna (meghalt 1869. május 8-án). 1820. április 21-én keresztelték. Debrecenben, Nagybányán és Aradon végezte középiskoláit. 1837-ben kispap lett a szatmári egyházmegyében és ott a papnevelőben elvégezte a bölcseletet, majd a hittani tanfolyamot is egészen az utolsó évig, de nem érezvén hivatást az egyházi pályára, közvetlenül a felszentelés előtt kilépett. Ekkor a nagyváradi jogakadémiára ment, ahol fél év alatt letette a vizsgálatokat. Egy évi joggyakornokság után 1842 augusztusában Pestre ment jurátusnak és itt Lányi septemvir mellett esküdött fel és bár 1843-ban letette az ügyvédi vizsgát és megkapta diplomáját, soha hasznát nem vette. Életében egy pert sem vitt, de nem is keresett, mert kizárólag az irodalommal foglalkozott.
A francia szépirodalom hatása alatt kezdte írói pályáját. 1843-ban néhány novellája jelent meg a lapokban, melyek kevés figyelmet keltettek. Petőfivel, aki 1844-ben telepedett Pestre, szoros barátságot kötött és mindvégig jelentékeny befolyással volt reá. Nagy szegénységben élt. 1845-ben Magyar millionair címmel írt regényt, melyet sem a közönség, sem a kritika nem fogadott kedvezően. Azonban a szépirodalmi lapokban megjelent beszélyei által némi hírnévre tett szert.
1846-ban a Tízek Társaságának tagja lett, akik elhatározták, hogy többé lapokba nem írnak, hanem egy általuk kiadott folyóiratban fogják kiadni műveiket. Ez egylet részben a szerkesztők ellen volt intézve, de a régebbi irodalom ellen is. Pálffy tevékeny részt vett az egylet gyűléseiben, indítványozta, hogy az újabb irodalom „magyar romantikusok” nevet vegyen fel és küzdjön a demokrata eszmékért, a népnemzeti alapra fektetett költészet mellett, melyet Petőfi annyi szerencsével megindított. Azonban az egylet különböző okok miatt felbomlott és közlönyéből (Pesti füzetek) egyetlen szám sem jelent meg.
1847-ben a Pesti Hírlapban közölt „újdonságokat”, igen könnyeden és elmésen; egyike volt azon íróknak, akik a hírlapok stílusában a sallangos retorika helyébe az egyszerűbb ízlést, a korszerű újságírói stílust honosították meg. 

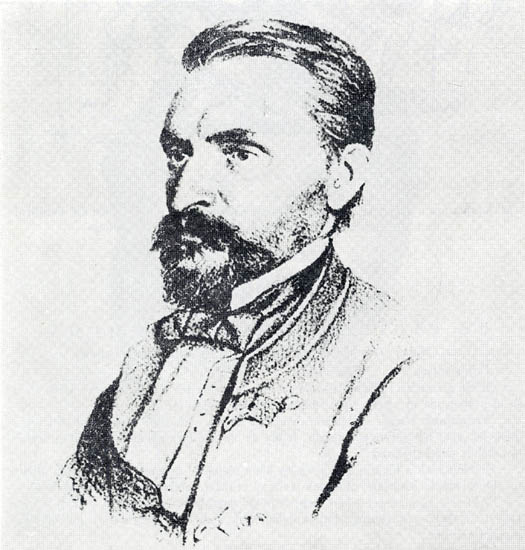
Pálffy Albert (Marastoni József litográfiája)

1848. március 19., és 1849. július 6. között a Márczius Tizenötödike című forradalmi-radikális napilap felelős szerkesztője volt Pesten, amely a „Nem kell táblabíró politika” jelmondatot tűzte zászlójára. E lapot eleinte csak a fővárosban olvasták, és mint pártközlönyre kevés súlyt helyeztek reá. Vakmerő cinizmussal támadta meg a minisztériumot és az ország legtiszteltebb férfiait és a republikanizmus mellett kezdett izgatni. Vidéken roppant bosszankodást idézett elő; az olvasóegyletek megégették és egymást érték a fővárosban a bizalomszavazó küldöttségek az ország legtávolabbi megyéiből is. Azonban a nemzetgyűlés megnyíltával közönsége napról-napra növekedett. Ő és társa, Csernátoni merészebb húrokat kezdettek pengetni, miután egy pár klubban hatalomra vergődtek és a nemzetgyűlésen néhány követet pártjukra állítottak. Lapjuk ekkor elkezdte a nép szenvedélyét és hiúságát tömjénezni és tárháza lett minden gúnynak, rágalomnak és izgatásnak, amit a pillanat hatásaitól vezetett utcai politika, sértett hiúság, ifjú rajongás és számító önzés a kormány ellen csak kigondolhatott.
Kortársai szerény, szótlan, de a maga polgári vagyonát és életstílusát céltudatosan építő embernek írják le. Pálffy elmés, pikáns stílista volt és a mérsékelt liberális táblabíró-politikát élesen bírálta, a táblabírókat beszélyeiben sokszor nevetségessé tette és könnyen felköltötte a nép ellenszenvét, mely a könnyed írásmodor miatt leginkább lapjából kezdte meríteni nézeteit. A honvédelmi bizottmány úgy hitte, hogy érdekében van, ha magának megnyeri. Hivatallal kínálta meg szerkesztőjét, amit az el is fogadott. Ekkor Pálffy rendszeres izgatást kezdett a monarchia ellen és kijelölte azokat a tényeket, amiket a szabadságharc ügye követel. Azonban a magyar nép józan esze visszhang nélkül hagyta összes indítványait. Ellenben egy hasonlóan ügyes, elmés hírlap, Jókai Esti Lapja lépett fel. Midőn a kormány Pestre tette át székhelyét, újult erővel fordult az új minisztérium ellen és magát a kormányelnököt is megtámadta, akit eddig kímélni látszott. 1849 júliusában a kormányszerveket is támadó radikalizmusa miatt a kormány betiltotta lapjának terjesztését és őt magát fogva vitték Szegedre. Még a világosi fegyverletétel előtt kiszabadult, eltűnt és azután nem érkezett róla hír.
Novellái, melyeket még 1848 elején nyomtattak ki, 1850-ben kerültek a közönség elé Egy földönfutó hátrahagyott novellái cím alatt. A szabadságharc bukása után több évig idehaza bujdosott. Két társával együtt augusztus 13-án Biharba talált utat és Belényes vidékén Dobsa Lajos író apjának birtokán húzódott meg. Az októberi vérnapok idejében Arad vármegyébe ment át Szinte faluba, ahol anyai nagybátyja, Nyéki Alajos ispán volt István főherceg kisjenői uradalmában. Itt töltött négy évet teljes biztosságban és noha kiléte később köztudomású lett, a Bach-korszak hivatalnokai sem akartak róla hivatalos tudomást venni.
1853. február 2-án Pestre ment, ahol csakhamar haditörvényszék elé állították és letartóztatták. Öt hónapig volt fogva az Újépületben, de elítélni nem lehetett, mert már ki volt adva a rendelet, hogy 1849-es cselekményekért új politikai pereket ne indítsanak meg. Tehát csak internálták a csehországi Budweisbe, a mai České Budějovicébe, hol két évig és néhány hónapig lakott, a polgárság nagy rokonszenvvel és a bürokrácia is rendkívüli előzékenységgel volt iránta.

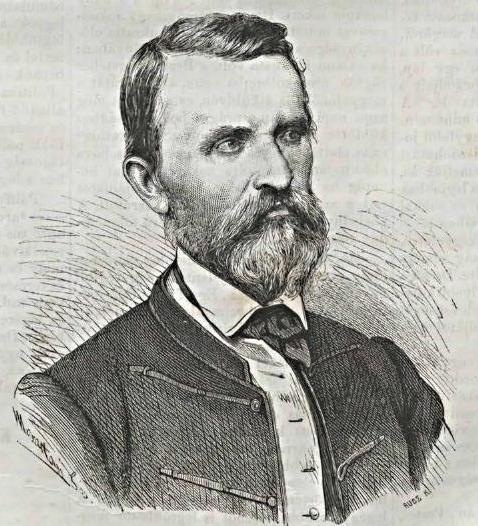
Pálffy Albert portréja a Vasárnapi Ujságban

1856. szeptember 1-jén feleségül vett egy helyi polgárlányt Neweklowský Fannit (aki 1886. október 20-án halt meg, miután már előbb két gyermekét, egyenként 18 éves korában elveszítette).
Pálffy hazatérve ismét újságíróként működött, 1861-től mint a Hon külföldi rovatának vezetője. Az írói munka inkább kedvtelés számára, mint vérévé vált hivatás. Pályáját hosszú hallgatások tagolják: először a negyvenes években fogott tollat, majd a Bach-korszak utolsó éveiben, a politika kedvéért azonban a forradalom alatt éppúgy otthagyta a múzsát, mint 1867-ben. Túl hatvanadik évén, Gyulai Pál ösztönzésére kapott ismét kedvet az íráshoz; legtöbb regényét, köztük a legjobbakat is ekkor alkotta. 1867, és 1870 között mint az Esti Lap szerkesztője, majd 1864. január 28-ától a Kisfaludy Társaság tagja, emellett tagja volt a Petőfi Társaságnak is. Bár a kiegyezésnek fáradhatatlan hírlapi pártolója volt 1867-ben, ám a nemesi kiváltságokkal és kasztszellemmel szembeni polgári ellenszenvét haláláig megőrizte.

## Stílusa
Élete alkonyán keletkezett regényeiben jobbára enyhén romantikus szerelmi történeteket nyújt, amelyek alaprajzukban alig különböznek egymástól s jól besorolhatók prózánk Jókai és Mikszáth nevével jellemzett történelmi vonulatába. Pálffy és Jókai egyes anekdotikus, realista alkotásai alapvető erkölcsi, esztétikai célkitűzéseikben nem esnek messze egymástól, de művészi képességek tekintetében hatalmas különbség van kettőjük között. Sovány vigasz Pálffy csekély leleményéért, egyhangú elbeszélő modoráért, hogy Jókai egyes könnyelműségei és következetlenségei nála nem találhatók meg. Pálffy elfogadja az eszményítés immár két évtizedre elterjesztett tanításait; a nyomorról, az ösztönök világáról, a tragédiákról nem tud, s befejezéseiből általában nem hiányzik a költői igazságszolgáltatás.
Míg emberábrázolásáról és meseszövéséről kevés jót mondhatunk, korrajzát, környezetfestését inkább elismerhetjük: a kitűnő publicista itt árulja el magát. A nyolcvanas években még inkább csak a felszínen jár, igaz, sokoldalúsága már ekkor is felötlik. Szellemes írói kommentárt, világnézeti-politikai vitát, epizódalakot változatosan használ fel céljai érdekében. Utolsó műve lapjain a korfestő részek szinte teljességgel függetlenek a regény cselekményétől. E hibáért nagyrészt kárpótol a 48 előtti esztendők széles távlatú megjelenítése. A részletek plasztikus felidézésével itt már a történelmi lényeg megmaradása is együtt jár: Pálffy meghatottság és nosztalgia nélkül beszél egy elsüllyedt világról, az önkény, korlátoltság, lomhaság, mandarin-rendszer paradicsomáról. Azt sem titkolja, mennyire „fontolva haladó” volt a liberálisok jó része is ez idő tájt. A hazai konzervatívokat, sőt, a magyar konzervativizmust Eötvös óta kevesen állították oly könyörtelen reflektorfénybe, mint ő.

## Emlékezete
Szülőházát Gyulán emléktáblával látták el, melyet 1899. május 28-án lepleztek le. Márvány obeliszk síremlékét a Kerepesi úti temetőben ugyanazon évben halottak napján leplezték le, melynek felirata a következő: "Lelkesedett ifjan s szárnybontva honáért / És eszményeiért harczola férfiasan, / Majd száműzve siratta honát s szabadon hazatérve / Új munkába fogott s hirdete jót s igazat, / Most fáradtan tért a szabad hazaföldbe pihenni / És nyugodtan néz a magas égből alá."
Regényeinek kézirata 1898-ban a Magyar Nemzeti Múzeumba került.

## Művei

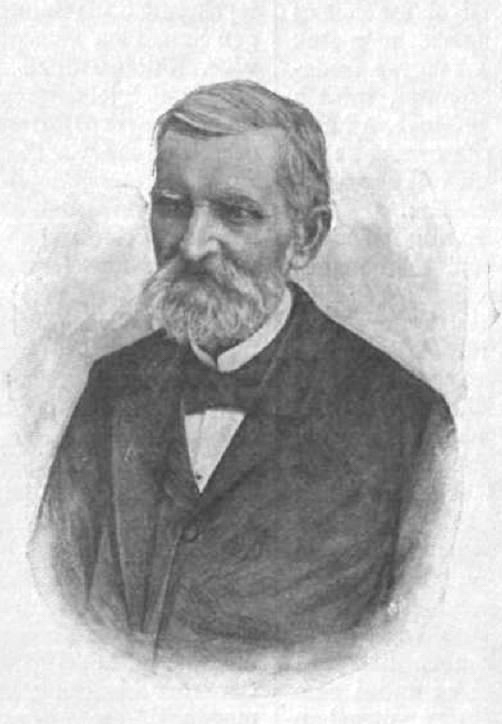
Az idős Pálffy Albert

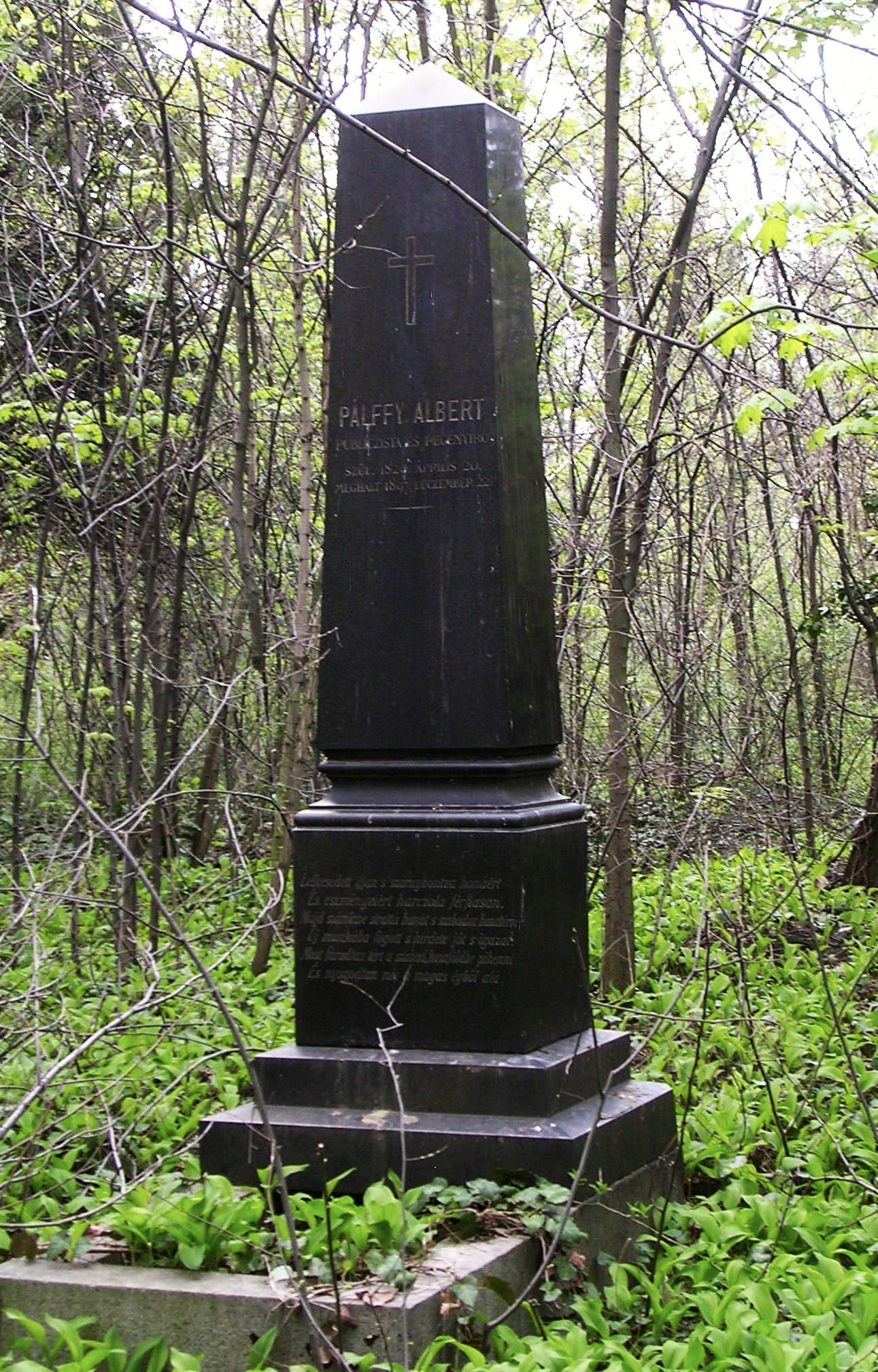
Sírja a Fiumei úti sírkertben (46-16-27)

- Magyar millionaire. Regény. Pest, 1846. Két kötet. Online
- A fekete könyv. Regény. Pest, 1847. Két kötet. Online
- Egy földönfutó hátrahagyott novellái. Pest, 1850. Két kötet. (Névtelenül. Ism. Pesti Napló 79. szám Pesti Röpívek 4. sz.).
- A fejedelem keresztleánya. Regény. Pest, 1856. Két kötet. (Ism. P. Napló 223., Hölgyfutár 111., 112., M. Sajtó 101. Budapesti Hirlap 64. sz. Salamon Ferencz. 2. kiadás. Olcsó Könyvtár 1893. 333.).
- Az atyai ház. Regény. Pest, 1857. (Előbb a M. Sajtóban 223-73. szám, 2. kiadás. Olcsó Könyvtár 1891. 298. szám).
- Egy kastély az erdőben. Elbeszélés. Budapest, 1875. (Olcsó Könyvtár 21.).
- A szebeniház. Beszély. Budapest, 1880. (Olcsó K. 112.).
- Attila Isten ostora. Regény a magyar nép számára. Budapest, 1859. (Vasárnapi Könyvtár III. 8., 2. k. 1872., 3. kiadás 1878. és Tört. Könyvtár 15. 1899. 5. kiadás. Uo.).
- Az ítélőmester leánya. Regény. Budapest, 1881. (Előbb a Hölgyfutárban 1858. 46-71. sz. és Bpest, 1881. Olcsó K. 117.).
- Esztike kisasszony professzora. Regény. Budapest, 1884. Két kötet. Kiadja a Kisfaludy-társaság. (Ism. Kisfaludy-Társaság Évlapjai XVIII. 1882., Pesti Napló 1883. 357. sz.) Újabb kiadása: Bp, 1904. Online
- Egy mérnök regénye. Budapest, 1885. Két kötet. (Kiadja a Kisfaludy-társaság. Ism. Fővárosi Lapok 148., P. Napló 162. sz.).
- Anya és grófné. Regény. Budapest, 1886. és 1897.
- A báróné levelei. Beszély. Budapest, 1888. (Olcsó K. 240.).
- Egy leány mint özvegyasszony. Regény. Budapest, 1881.
- A régi Magyarország utolsó éveiben. Regény. Budapest, 1894. (Ismert. Bud. Szemle 78. k., Kath. Szemle 1895., Fővárosi Lapok 1897. 55. sz.).
- A Dabóczy család. Regény. Budapest, 1896. (Olcsó K. 365.).
- Ne hallja hirét az anyjának. Regény. Budapest, 1897. (Olcsó K. 384).
- A 63. sz. l-gy. p. Regény. Budapest, 1899. (Olcsó Könyvtár 1114. 1115. Regényei közül a 12., 13., 15., 16. és 17. sz. előbb a Budapesti Szemlében jelentek meg; úgy szintén A grófné betegsége c. beszélye 1883-ban).
- A szerelmeslevél; Siményi, Bp., 1943
- Leány és az arany; Napsugár, Bp., 1944
- A kastély titka; Hungária Ny., Bp., 1944 (Százezrek könyve)
- Az áruló levelek; Hungária Ny., Bp., 1944 (Napsugár könyvek)

## Jegyei
(+) és (-rt) a Honban.

## Pálffy Alberttel kapcsolatos irodalom és irodalmi emlékek
- Vári-Szvacsek Rezső: P. A. (Budapest, 1904)
- Vadnai Károly: P. A. emlékezete. Irodalmi emlékek (Budapest, 1905)
- Orosz László: P. A. (Gyula, 1960.)